# Описанная окружность

Описанная окру́жность многоугольника — окружность, содержащая все вершины многоугольника. Центром является точка (принято обозначать {\displaystyle O}) пересечения серединных перпендикуляров к сторонам многоугольника.

## Свойства
- Отрезок, вписанный в окружность, является для неё хордой. Центр окружности равноудалён от концов хорды, поэтому лежит на серединном перпендикуляре к ней.
- Центр описанной около n-угольника окружности лежит в точке пересечения серединных перпендикуляров ко всем его сторонам и диагоналям.
- Около n-угольника можно описать окружность, тогда и только тогда, когда все серединные перпендикуляры к его сторонам пересекаются в одной точке.
- Описанная около n-угольника окружность, если существует, то единственна.
- Вокруг любого треугольника может быть описана единственная окружность.
- Около четырёхугольника можно описать окружность уже не всегда, а тогда и только тогда, когда сумма его противоположных углов равна 180 градусов.
- Около n-угольника можно описать окружность тогда и только тогда, когда окружность можно провести через любые 4 его вершины.
- Около любого правильного многоугольника (все углы и стороны равны) можно описать окружность.
- Простой многоугольник (контур которого не имеет самопересечений), около которого можно описать окружность, является выпуклым.
- Выпуклый многоугольник, вписанный в окружность, является многоугольником максимальной площади при заданных длинах сторон (для четырёхугольников это - следствие обобщённой теоремы Брахмагупты).
- Около n-угольника максимальной площади (при заданных длинах сторон) можно описать окружность.
- Если из заданных отрезков можно сложить какой-нибудь n-угольник, то можно сложить и выпуклый n-угольник, вписанный в окружность, причём не меняя порядка сторон. Такой n-угольник единственен.

#### Уравнения окружности
Уравнение описанной окружности можно выразить через декартовы координаты вершин вписанного в неё треугольника. Предположим, что
{\displaystyle \mathbf {A} =(A_{x},A_{y})}
{\displaystyle \mathbf {B} =(B_{x},B_{y})}
{\displaystyle \mathbf {C} =(C_{x},C_{y})}
являются координатами вершин A, B и C. Тогда окружность — геометрическое место точек v = (vx,vy), в декартовой плоскости удовлетворяющих уравнениям
{\displaystyle |\mathbf {v} -\mathbf {u} |^{2}=r^{2}}
{\displaystyle |\mathbf {A} -\mathbf {u} |^{2}=r^{2}}
{\displaystyle |\mathbf {B} -\mathbf {u} |^{2}=r^{2}}
{\displaystyle |\mathbf {C} -\mathbf {u} |^{2}=r^{2}},
гарантирующих то, что вершины A, B, C, и v находятся на одном и том же расстоянии r от общего центра u окружности. Используя поляризационное тождество, эти уравнения можно свести к условию, что линейное отображение, задаваемое матрицей
{\displaystyle {\begin{bmatrix}|\mathbf {v} |^{2}&-2v_{x}&-2v_{y}&-1\\|\mathbf {A} |^{2}&-2A_{x}&-2A_{y}&-1\\|\mathbf {B} |^{2}&-2B_{x}&-2B_{y}&-1\\|\mathbf {C} |^{2}&-2C_{x}&-2C_{y}&-1\end{bmatrix}}}
имеет ненулевое ядро. Таким образом, описанная окружность может быть описана как множество нулей определителя этой матрицы:
{\displaystyle \det {\begin{bmatrix}|\mathbf {v} |^{2}&v_{x}&v_{y}&1\\|\mathbf {A} |^{2}&A_{x}&A_{y}&1\\|\mathbf {B} |^{2}&B_{x}&B_{y}&1\\|\mathbf {C} |^{2}&C_{x}&C_{y}&1\end{bmatrix}}=0.}
Раскладывая этот определитель по первой строке и вводя обозначения
{\displaystyle \quad S_{x}={\frac {1}{2}}\det {\begin{bmatrix}|\mathbf {A} |^{2}&A_{y}&1\\|\mathbf {B} |^{2}&B_{y}&1\\|\mathbf {C} |^{2}&C_{y}&1\end{bmatrix}},\quad S_{y}={\frac {1}{2}}\det {\begin{bmatrix}A_{x}&|\mathbf {A} |^{2}&1\\B_{x}&|\mathbf {B} |^{2}&1\\C_{x}&|\mathbf {C} |^{2}&1\end{bmatrix}},}
{\displaystyle a=\det {\begin{bmatrix}A_{x}&A_{y}&1\\B_{x}&B_{y}&1\\C_{x}&C_{y}&1\end{bmatrix}},\quad b=\det {\begin{bmatrix}A_{x}&A_{y}&|\mathbf {A} |^{2}\\B_{x}&B_{y}&|\mathbf {B} |^{2}\\C_{x}&C_{y}&|\mathbf {C} |^{2}\end{bmatrix}}}
мы приводим уравнение окружности к виду a|v|2 − 2Sv − b = 0,
или, предполагая, что точки A, B, C не лежали на одной прямой (в противном случае окружность вырождается в прямую линию, которая также может рассматриваться как обобщённая окружность с центром S на бесконечности), |v − S/a|2 = b/a + |S|2/a2,
выражая центр окружности как S /  а  и её радиус как √(b/a + |S|2/a2). Сходный подход позволяет вывести уравнение сферы, описанной вокруг тетраэдра.

#### Параметрическое уравнение
Единичный вектор перпендикулярный к плоскости, содержащую круг даётся в виде
{\displaystyle {\hat {n}}={\frac {\left(P_{2}-P_{1}\right)\times \left(P_{3}-P_{1}\right)}{\left|\left(P_{2}-P_{1}\right)\times \left(P_{3}-P_{1}\right)\right|}}.}
Следовательно, с учётом радиуса r с центром Pc, точка на окружности P0 единичная нормаль к плоскости, содержащей окружность: {\displaystyle \scriptstyle {\hat {n}}}, однопараметрическое уравнение окружности с началом в точке P0 и ориентированной в положительном направлении (то есть дающее векторы для правила правой руки) в этом смысле {\displaystyle \scriptstyle {\hat {n}}} имеет вид:
{\displaystyle \mathrm {R} \left(s\right)=\mathrm {P_{c}} +\cos \left({\frac {\mathrm {s} }{\mathrm {r} }}\right)\left(P_{0}-P_{c}\right)+\sin \left({\frac {\mathrm {s} }{\mathrm {r} }}\right)\left[{\hat {n}}\times \left(P_{0}-P_{c}\right)\right].}

#### Трилинейные и барицентрические координаты окружности
Уравнение окружности в трилинейных координатах x : y : z есть:p. 199 a/x + b/y + c/z = 0. Уравнение окружности в барицентрических координатах есть x : y : z is a2/x + b2/y + c2/z = 0.
Изогональное сопряжение окружности есть бесконечно удалённая прямая, записываемая в трилинейных координатах в виде ax + by + cz = 0 и в барицентрических координатах в виде x + y + z = 0.

### Координаты центра описанной окружности

#### Декартовы координаты центра
Декартовы координаты центра описанной окружности есть
{\displaystyle U_{x}=\left[(A_{x}^{2}+A_{y}^{2})(B_{y}-C_{y})+(B_{x}^{2}+B_{y}^{2})(C_{y}-A_{y})+(C_{x}^{2}+C_{y}^{2})(A_{y}-B_{y})\right]/D,}
{\displaystyle U_{y}=\left[(A_{x}^{2}+A_{y}^{2})(C_{x}-B_{x})+(B_{x}^{2}+B_{y}^{2})(A_{x}-C_{x})+(C_{x}^{2}+C_{y}^{2})(B_{x}-A_{x})\right]/D},
где
{\displaystyle D=2\left[A_{x}(B_{y}-C_{y})+B_{x}(C_{y}-A_{y})+C_{x}(A_{y}-B_{y})\right].}
Без ограничения общности это можно выразить в упрощённом виде после перевода вершины A в начало координат декартовой системы координат, то есть, когда
A′ = A − A = (A′x,A′y) = (0,0). В этом случае координаты вершин B′ = B − A и C′ = C − A представляют собой векторы из вершины A′ к этим вершинам.
Заметим, что этот тривиальный перевод возможен для всех треугольников и координат центра описанной окружности треугольника A′B′C′ в следующем виде:
{\displaystyle \left[C'_{y}(B_{x}^{'2}+B_{y}^{'2})-B'_{y}(C_{x}^{'2}+C_{y}^{'2})\right]/D',}
{\displaystyle \left[B'_{x}(C_{x}^{'2}+C_{y}^{'2})-C'_{x}(B_{x}^{'2}+B_{y}^{'2})\right]/D'},
где
{\displaystyle D'=2(B'_{x}C'_{y}-B'_{y}C'_{x}).}

#### Трилинейные координаты центра
Центр описанной окружности имеет трилинейные координаты:p.19
cos α : cos β : cos γ,
где α, β, γ внутренние углы треугольника.
В терминах сторон треугольника a, b, c трилинейные координаты центра описанной окружности имеют вид
{\displaystyle a(b^{2}+c^{2}-a^{2}):b(c^{2}+a^{2}-b^{2}):c(a^{2}+b^{2}-c^{2}).}

#### Барицентрические координаты центра
Барицентрические координаты центра описанной окружности имеют вид
{\displaystyle a^{2}(b^{2}+c^{2}-a^{2}):\;b^{2}(c^{2}+a^{2}-b^{2}):\;c^{2}(a^{2}+b^{2}-c^{2}),},
где a, b, c длины сторон (BC, CA, AB соответственно) треугольника.
В терминах углов треугольника {\displaystyle \alpha ,\beta ,\gamma ,} барицентрические координаты центра описанной окружности имеют вид
{\displaystyle \sin 2\alpha :\sin 2\beta :\sin 2\gamma .}

#### Вектор центра описанной окружности
Так как декартовы координаты любой точки являются средневзвешенным тех вершин, со своими весами, то барицентрические координаты точки нормируются в сумме единицей, тогда вектор центра описанной окружности, можно записать в виде
{\displaystyle U={\frac {a^{2}(b^{2}+c^{2}-a^{2})A+b^{2}(c^{2}+a^{2}-b^{2})B+c^{2}(a^{2}+b^{2}-c^{2})C}{a^{2}(b^{2}+c^{2}-a^{2})+b^{2}(c^{2}+a^{2}-b^{2})+c^{2}(a^{2}+b^{2}-c^{2})}}.}
Здесь U есть вектор центра описанной окружности,  A, B, C  являются векторами вершин. Делитель здесь равен 16S 2, где S — площадь треугольника.

### Для треугольника

Окружность, описанная около треугольника

- Около треугольника можно описать окружность, притом только одну. Её центром будет являться точка пересечения серединных перпендикуляров или медиатрис.

### Углы
|  |  |  |

На рисунке показаны равные углы у треугольника, вписанного в окружность.
Углы, образуемые описанной окружностью со сторонами треугольника, совпадают с углами, которые образуют стороны треугольника, соединяясь друг с другом в вершинах. Сторона, противоположная углу α, дважды касается окружности: один раз на каждом конце; в каждом случае под одинаковым углом α (см. рис.) (аналогично для двух других углов). Это связано с теоремой об отрезке круга, дополнительном данному (the alternate segment theorem), в которой говорится, что угол между касательной и хордой равен вписанному в окружность углу, опирающемуся на эту хорду.

### Треугольные центры на окружности, описанной около треугольника ABC
В этом параграфе вершины углов обозначены, как A, B, C и все координаты являются трилинейными координатами.
Следующие точки на окружности, описанной около треугольника ABC:
- Точка Штейнера = bc / (b2 − c2) : ca / (c2 − a2) : ab / (a2 − b2) = невершинная точка пересечения описанной окружности с эллипсом Штейнера. (Эллипс Штейнера с центром, расположенном в центроиде треугольника ABC представляет собой эллипс с наименьшей площадью из всех, что проходят через вершины A, B и C. Уравнение эллипса Штейнера имеет вид: 1/(ax) + 1/(by) + 1/(cz) = 0.)
- Точка Тарри (Tarry point) = sec (A + ω) : sec (B + ω) : sec (C + ω) = диаметрально противоположная точке Штейнера
- Фокус параболы Киперта (Kiepert parabola) = csc (B − C) : csc (C − A) : csc (A − B). (см. рис.)

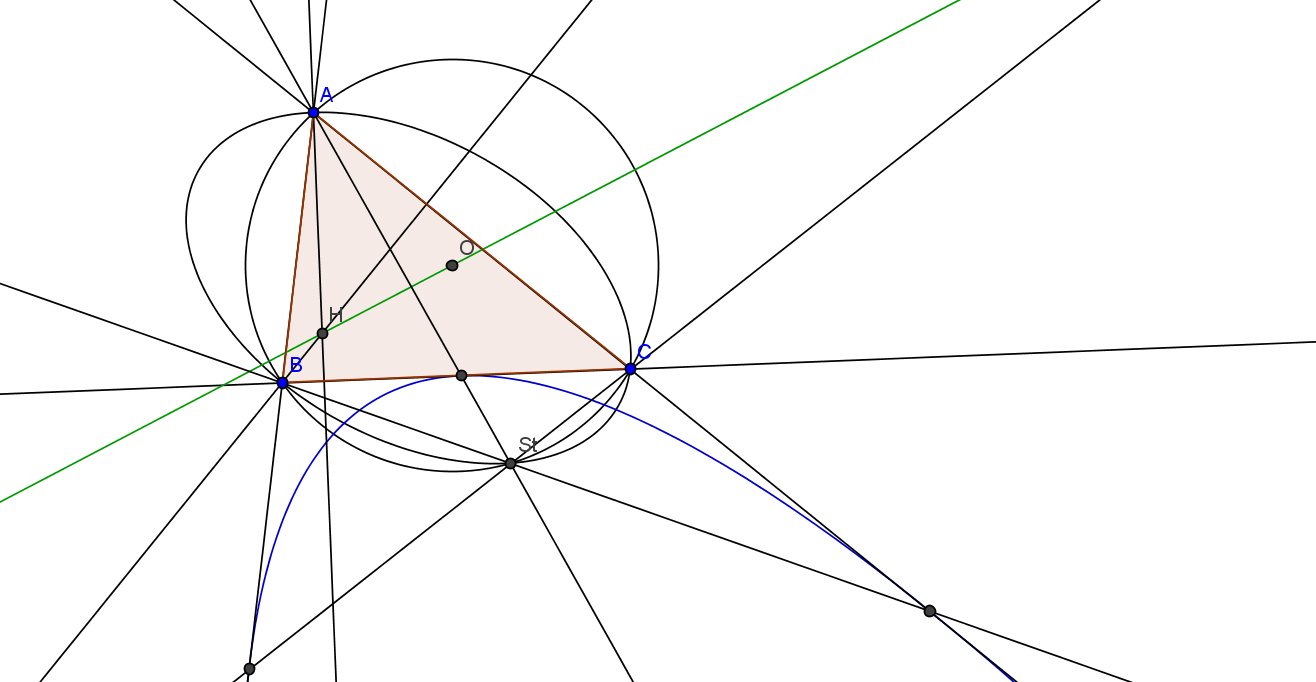
Парабола Киперта

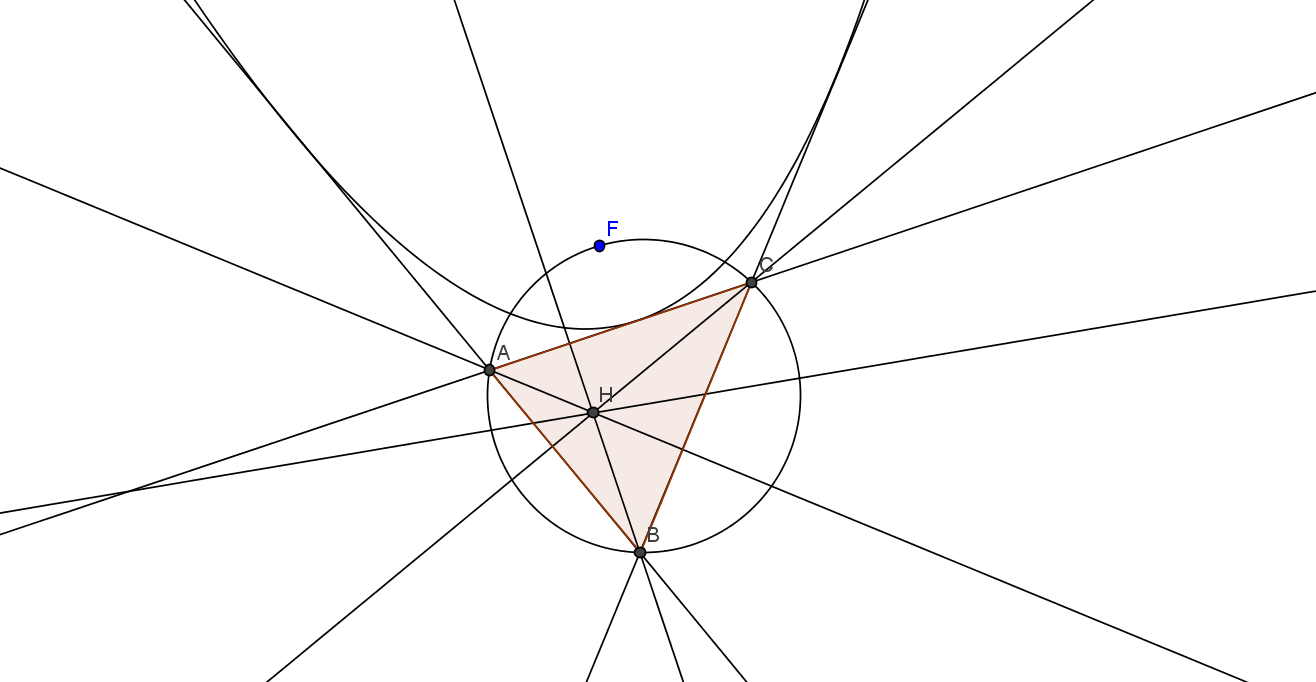
Свойства вписанной параболы

- Перспекторы вписанных в треугольник парабол лежат на описанном эллипсе Штейнера[4]. Фокус вписанной параболы лежит на описанной окружности, а директриса проходит через ортоцентр[5]. Парабола, вписанная в треугольник, имеющая директрисой прямую Эйлера, называется параболой Киперта. Её перспектор — четвёртая точка пересечения описанной окружности и описанного эллипса Штейнера, называемая точкой Штейнера.

- Теорема Лестера[6]. В любом разностороннем треугольнике две точки Торричелли, центр девяти точек и центр описанной окружности лежат на одной окружности (окружности Лестера).

### Свойства центра описанной окружности треугольника
- У остроугольного треугольника центр описанной окружности лежит внутри, у тупоугольного — вне треугольника, у прямоугольного — на середине гипотенузы.

Остроугольный
Тупоугольный
Прямоугольный

Обозначаем буквой О точку пересечения серединных перпендикуляров к его сторонам и проведём отрезки ОА, ОВ и ОС.
Так как точка О равноудалена от вершин треугольника АВС, то ОА = OB = ОС.
Поэтому окружность с центром О радиуса ОА проходит через все три вершины треугольника и,
значит, является описанной около треугольника ABC.
- Центр описанной окружности изогонально сопряжен ортоцентру.
- 3 из 4 окружностей, описанных относительно серединных треугольников (образованных средними линиями треугольника), пересекаются в одной точке внутри треугольника. Эта точка и есть центр описанной окружности основного треугольника.
- Центр описанной около треугольника окружности служит ортоцентром треугольника с вершинами в серединах сторон данного треугольника (называемого дополнительным треугольником).
- Расстояние от вершины треугольника до ортоцентра вдвое больше, чем расстояние от центра описанной окружности до противоположной стороны.
- Математически последнее утверждение означает, что

расстояние от центра описанной окружности например до стороны {\displaystyle a} треугольника равно:
{\displaystyle k_{a}=a/(2tgA);}
расстояние от ортоцентра например до вершины {\displaystyle A} треугольника равно:
{\displaystyle d_{A}=a/(tgA).}
- Из последних трёх утверждений следует то, что сумма расстояний от ортоцентра остроугольного треугольника до трёх его вершин в два раза больше, чем сумма расстояний от центра описанной окружности до трёх его сторон, и равна {\displaystyle 2(R+r)}. В тупоугольном треугольнике надо брать знак «-» в случае, если перпендикуляр из центра описанной окружности на сторону целиком лежит вне треугольника или если отрезок, проведённый из ортоцентра к вершине, целиком лежит вне треугольника. Остальные члены берутся со знаком «+».
- Математически последнее утверждение (Формула Карно) означает, что[7]:

{\displaystyle R+r=k_{a}+k_{b}+k_{c}={\frac {1}{2}}(d_{A}+d_{B}+d_{C}),}
где {\displaystyle k_{a},k_{b},k_{c}} — расстояния от центра описанной окружности соответственно до сторон {\displaystyle a,b,c} треугольника;
{\displaystyle d_{A},d_{B},d_{C}} — расстояния от ортоцентра соответственно до вершин {\displaystyle A,B,C} треугольника.
- Формула Карно (другая формулировка). Пусть D — центр описанной окружности треугольника ABC. Тогда сумма расстояний от D до сторон треугольника ABC, взятых со знаком «-», когда высота из D на сторону целиком лежит вне треугольника, будет равна {\displaystyle R+r}, где r — радиус вписанной окружности, а R — описанной. В частности {\displaystyle \pm DF\pm DG\pm DH=R+r,} при правильном выборе знаков.
- Если прямая ℓ ортополюса проходит через центр описанной окружности треугольника, то сам ортополюс лежит на окружности Эйлера этого треугольника.[8]

#### Радиус
Радиус описанной окружности является расстоянием от центра окружности до любой из заданных точек и может быть найден по формулам:
{\displaystyle R={\frac {abc}{4S}}={\frac {abc}{4{\sqrt {p(p-a)(p-b)(p-c)}}}}={\sqrt {\frac {S}{2\cdot \sin \alpha \sin \beta \sin \gamma }}}}
(см. также Треугольник#Площадь треугольника)
{\displaystyle R={\frac {a}{2\sin \alpha }}={\frac {b}{2\sin \beta }}={\frac {c}{2\sin \gamma }}}
где:
{\displaystyle a,b,c} — стороны треугольника,
{\displaystyle \alpha ,\beta ,\gamma } — углы, лежащие против сторон {\displaystyle a,b,c} соответственно,
{\displaystyle S} — площадь треугольника.
{\displaystyle p} — полупериметр треугольника, то есть {\displaystyle p={\frac {a+b+c}{2}}}.

#### Положение центра описанной окружности
Пусть {\displaystyle {\mathbf {r} }_{A},{\mathbf {r} }_{B},{\mathbf {r} }_{C}} радиус-векторы вершин треугольника,
{\displaystyle \mathbf {r} _{O}} — радиус-вектор центра описанной окружности. Тогда
{\displaystyle \mathbf {r} _{O}=\alpha _{A}\mathbf {r} _{A}+\alpha _{B}\mathbf {r} _{B}+\alpha _{C}\mathbf {r} _{C}}
где
{\displaystyle \alpha _{A}={\frac {a^{2}}{8S^{2}}}(\mathbf {r} _{A}-\mathbf {r} _{B},\mathbf {r} _{A}-\mathbf {r} _{C}),\qquad \alpha _{B}={\frac {b^{2}}{8S^{2}}}(\mathbf {r} _{B}-\mathbf {r} _{A},\mathbf {r} _{B}-\mathbf {r} _{C}),\qquad \alpha _{C}={\frac {c^{2}}{8S^{2}}}(\mathbf {r} _{C}-\mathbf {r} _{A},\mathbf {r} _{C}-\mathbf {r} _{B})}
При этом {\displaystyle a,b,c} — длины сторон треугольника, противоположных вершинам {\displaystyle A,B,C}.

#### Уравнение описанной окружности
Пусть {\displaystyle {\mathbf {r} }_{A}=(x_{A},y_{A}),{\mathbf {r} }_{B}=(x_{B},y_{B}),{\mathbf {r} }_{C}=(x_{C},y_{C})}
координаты вершин треугольника в некоторой декартовой системе координат на плоскости,
{\displaystyle \mathbf {r} _{O}=(x_{O},y_{O})} — координаты центра описанной окружности.
Тогда уравнение описанной окружности
{\displaystyle {\begin{vmatrix}x^{2}+y^{2}&x&y&1\\x_{A}^{2}+y_{A}^{2}&x_{A}&y_{A}&1\\x_{B}^{2}+y_{B}^{2}&x_{B}&y_{B}&1\\x_{C}^{2}+y_{C}^{2}&x_{C}&y_{C}&1\end{vmatrix}}=0}
Координаты центра описанной окружности могут быть вычислены
{\displaystyle x_{O}={\frac {1}{D}}{\begin{vmatrix}x_{A}^{2}+y_{A}^{2}&y_{A}&1\\x_{B}^{2}+y_{B}^{2}&y_{B}&1\\x_{C}^{2}+y_{C}^{2}&y_{C}&1\end{vmatrix}},\quad y_{O}=-{\frac {1}{D}}{\begin{vmatrix}x_{A}^{2}+y_{A}^{2}&x_{A}&1\\x_{B}^{2}+y_{B}^{2}&x_{B}&1\\x_{C}^{2}+y_{C}^{2}&x_{C}&1\end{vmatrix}},}
где
{\displaystyle D=2{\begin{vmatrix}x_{A}&y_{A}&1\\x_{B}&y_{B}&1\\x_{C}&y_{C}&1\end{vmatrix}}}
В явном виде координаты центра окружности определяются по формулам:
{\displaystyle x_{O}=-{\frac {1}{2}}{\frac {y_{A}(x_{B}^{2}+y_{B}^{2}-x_{C}^{2}-y_{C}^{2})+y_{B}(x_{C}^{2}+y_{C}^{2}-x_{A}^{2}-y_{A}^{2})+y_{C}(x_{A}^{2}+y_{A}^{2}-x_{B}^{2}-y_{B}^{2})}{x_{A}(y_{B}-y_{C})+x_{B}(y_{C}-y_{A})+x_{C}(y_{A}-y_{B})}}}
{\displaystyle y_{O}={\frac {1}{2}}{\frac {x_{A}(x_{B}^{2}+y_{B}^{2}-x_{C}^{2}-y_{C}^{2})+x_{B}(x_{C}^{2}+y_{C}^{2}-x_{A}^{2}-y_{A}^{2})+x_{C}(x_{A}^{2}+y_{A}^{2}-x_{B}^{2}-y_{B}^{2})}{x_{A}(y_{B}-y_{C})+x_{B}(y_{C}-y_{A})+x_{C}(y_{A}-y_{B})}}}

## Теоремы, связанные с описанной окружностью
- Теорема о трезубце, или теорема трилистника, или теорема Клайнэра: Если {\displaystyle D} — точка пересечения биссектрисы угла {\displaystyle A} с описанной окружностью треугольника {\displaystyle ABC}, {\displaystyle I} и {\displaystyle J} — соответственно центры вписанной и вневписанной окружности, касающейся стороны {\displaystyle BC}, тогда {\displaystyle |DI|=|DB|=|DC|=|DJ|}.
- Теорема Мансиона. Отрезок, соединяющий центры вписанной и вневписанной окружностей треугольника, делится описанной окружностью пополам.
- Теорема Мансиона (продолжение). Середина дуги {\displaystyle AC} описанной окружности треугольника {\displaystyle ABC}, не содержащая вершину {\displaystyle B}, равноудалена от вершин {\displaystyle A} и {\displaystyle C}, центра {\displaystyle I} вписанной окружности и центра {\displaystyle I_{2}} вневписанной окружности. Середина дуги {\displaystyle AC} описанной окружности треугольника {\displaystyle ABC}, содержащая вершину {\displaystyle B}, равноудалена от вершин {\displaystyle A} и {\displaystyle C}, и центров {\displaystyle I_{1}} и {\displaystyle I_{3}} вневписанных окружностей.
- Окружностно-чевианным треугольником называют треугольник с вершинами во вторых точках пересечения трёх прямых, проведённых через вершины подерного треугольника и данную точку {\displaystyle P}, с описанной окружностью. Теорема. Окружностно-чевианный треугольник подобен подерному (Доказательство в: http://www.problems.ru/view_problem_details_new.php?id=108130 Архивная копия от 4 марта 2016 на Wayback Machine).
- Теорема Симсона: Основания перпендикуляров, опущенных из точки {\displaystyle P} описанной окружности треугольника {\displaystyle ABC} на его стороны или их продолжения, лежат на одной прямой. Эта прямая называется прямой Симсона.
- Согласно теореме Лестера центр девяти точек лежит на одной окружности (на окружности Лестера) вместе с тремя другими точками — двумя точками Торричелли и центром описанной окружности [6].
- Прямая Эйлера проходит через: 1) Центроид треугольника, 2) Ортоцентр треугольника, 3) центр описанной окружности, 4) Центр окружности девяти точек и другие известные точки (см. Прямая Эйлера).
- Радиус описанной окружности, проведенный из вершины треугольника в ее центр, всегда перпендикулярен одной из трех сторон ортотреугольника, которую он пересекает (Зетель, следствие 2, § 66, с. 81).

## Связь описанной окружности со вписанной окружностью, с ортоцентром и другими точками
- Формула Эйлера: Если {\displaystyle d} — расстояние между центрами вписанной и описанной окружностей треугольника, а их радиусы равны {\displaystyle r} и {\displaystyle R} соответственно, то {\displaystyle d^{2}=R^{2}-2Rr}.

Или через стороны треугольника:
{\displaystyle d=OI=R{\sqrt {\frac {a^{3}-a^{2}b-ab^{2}+b^{3}-a^{2}c+3abc-b^{2}c-bc^{2}-ac^{2}+c^{3}}{abc}}}},
где {\displaystyle R} — радиус описанной окружности (см. Окружность Фурмана).
{\displaystyle d=OI={\sqrt {{\frac {a\,b\,c\,}{a+b+c}}\left[{\frac {a\,b\,c\,}{(a+b-c)\,(a-b+c)\,(-a+b+c)}}-1\right]}}}
- Расстояние от центра O до ортоцентра H есть[9][10]:p. 449

{\displaystyle OH={\sqrt {R^{2}-8R^{2}\cos A\cos B\cos C}}={\sqrt {9R^{2}-(a^{2}+b^{2}+c^{2})}}.}
- Для центроида G и центра девяти точек N имеем:

{\displaystyle IG<IO,}
{\displaystyle 2IN<IO,}
{\displaystyle OI^{2}=2R\cdot IN.}
- Произведение радиусов описанной и вписанной окружностей треугольника связано со сторонами a, b и c в виде[11]: p. 189, #298(d):

{\displaystyle rR={\frac {abc}{2(a+b+c)}}.}
- Отношение радиусов вписанной и описанной окружностей треугольника [12]:

{\displaystyle {\frac {r}{R}}={\frac {4S^{2}}{pabc}}=\cos \alpha +\cos \beta +\cos \gamma -1}.
- Из известных выражений:

{\displaystyle r={\frac {1}{2}}{\sqrt {\frac {(-a+b+c)(a-b+c)(a+b-c)}{a+b+c}}};}
{\displaystyle R={\frac {abc}{\sqrt {(a+b+c)(a+b-c)(a-b+c)(-a+b+c)}}}}
получим:
{\displaystyle {\frac {r}{R}}={\frac {(a+b-c)(a-b+c)(-a+b+c)}{2abc}}}
- Если медиана m, высота h и внутренняя биссектриса t выходят из одной и той же вершины треугольника, около которого описана окружность радиуса R, тогда[13] :p.122,#96

{\displaystyle 4R^{2}h^{2}(t^{2}-h^{2})=t^{4}(m^{2}-h^{2}).}
- Центр описанной окружности изогонально сопряжён с ортоцентром.
- Перпендикуляры, восставленные к сторонам треугольника в точках касания вневписанных окружностей, пересекаются в одной точке. Эта точка симметрична центру вписанной окружности относительно центра описанной окружности[14].
- В треугольнике есть три окружности, которые касаются двух сторон треугольника и описанной окружности. Такие окружности называют полувписанными или окружностями Веррьера. Отрезки, соединяющие вершины треугольника и соответствующие точки касания окружностей Веррьера с описанной окружностью, пересекаются в одной точке, называемой точкой Веррьера. Она служит центром гомотетии, которая переводит описанную окружность во вписанную. Точки касания окружностей Веррьера со сторонами лежат на прямой, которая проходит через центр вписанной окружности.

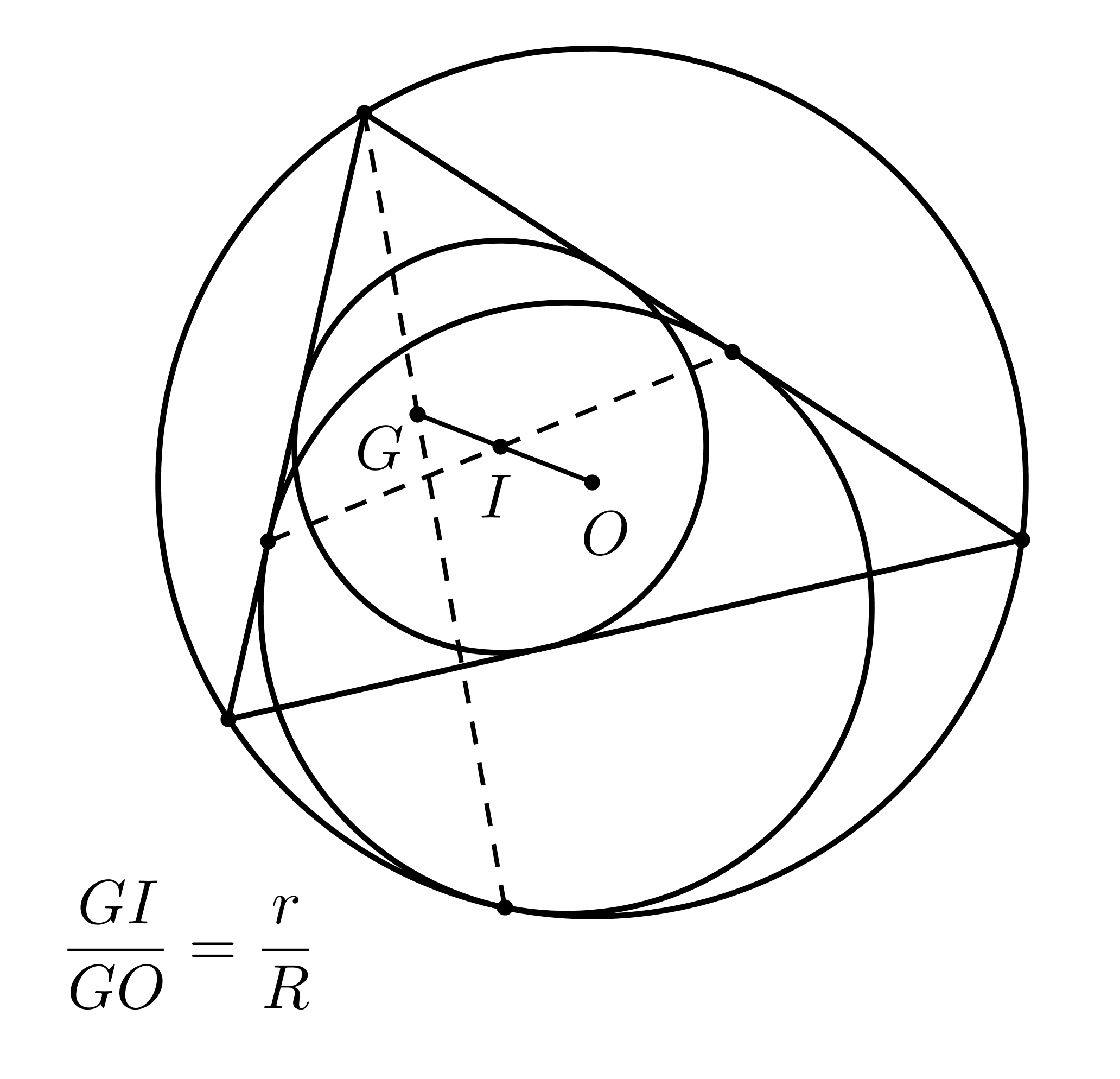
Полувписанная окружность

- Теорема Тебо 3 утверждает (см. рис.):

Теорема Тебо 3

| Пусть {\displaystyle ABC} — произвольный треугольник, {\displaystyle D} — произвольная точка на стороне {\displaystyle BC}, {\displaystyle I_{1}} — центр окружности, касающейся отрезков {\displaystyle AD,BD} и описанной около {\displaystyle \Delta ABC} окружности, {\displaystyle I_{2}} — центр окружности, касающейся отрезков {\displaystyle CD,AD} и описанной около {\displaystyle \Delta ABC} окружности. Тогда отрезок {\displaystyle I_{1}I_{2}} проходит через точку {\displaystyle I} — центр окружности, вписанной в {\displaystyle \Delta ABC}, и при этом {\displaystyle I_{1}I:II_{2}=\operatorname {tg} ^{2}{\frac {\phi }{2}}}, где {\displaystyle \phi =\angle BDA}. |

- Формула Карно утверждает, что в треугольнике ABC сумма расстояний от центра D описанной окружности до сторон треугольника ABC, взятых со знаком «-», когда высота из D на сторону целиком лежит вне треугольника (иначе со знаком «+»), будет равна {\displaystyle R+r}, где r и R — радиусы вписанной и описанной окружностей[13]:p.83.

Формула Карно:

Например для рисунка формула Карно примет вид: {\displaystyle DG+DH-DF=R+r}.
- В другой формулировке формула Карно утверждает, что[7]:

{\displaystyle R+r=k_{a}+k_{b}+k_{c}={\frac {1}{2}}(d_{A}+d_{B}+d_{C}),}
где {\displaystyle k_{a},k_{b},k_{c}} — расстояния от центра описанной окружности соответственно до сторон {\displaystyle a,b,c} треугольника,
{\displaystyle d_{A},d_{B},d_{C}} — расстояния от ортоцентра соответственно до вершин {\displaystyle A,B,C} треугольника.
- Расстояние от центра описанной окружности например до стороны {\displaystyle a} треугольника равно:

{\displaystyle k_{a}=a/(2tgA);}
расстояние от ортоцентра например до вершины {\displaystyle A} треугольника равно:
{\displaystyle d_{A}=2k_{a}=a/(tgA).}

## Определения к последней теореме
- Треугольник с вершинами в проекциях данной точки на стороны называется подерным или педальным треугольником этой точки.
- Окружностно-чевианный треугольник — треугольник с тремя вершинами во вторых точках пересечения с описанной окружностью трёх прямых, проведённых через вершины и данную точку.

## Вариации по теме

Японская теорема (Japanese theorem)

- Теорема[15]. Если во вписанном в окружность четырёхугольнике провести диагональ, а в полученные два треугольника вписать две окружности, затем аналогично поступить, проведя вторую диагональ, тогда центры четырёх образовавшихся окружностей являются вершинами прямоугольника (то есть лежат на одной окружности). Эту теорему называют японской теоремой (Japanese theorem). (см. рис.).

### Для четырёхугольника

Вписанный простой (без самопересечений) четырёхугольник является выпуклым.
Около выпуклого четырёхугольника можно описать окружность тогда и только тогда, когда сумма его противоположных углов равна 180° ({\displaystyle \pi } радиан).
Можно описать окружность около:
- любого антипараллелограмма
- любого прямоугольника (частный случай квадрат)
- любой равнобедренной трапеции
- любого четырёхугольника, у которого два противоположных угла прямые
- любого четырёхугольника, у которого сумма противоположных углов равна 180 градусов
- любого четырёхугольника, у которого пересекаются в одной точке четыре серединных перпендикуляра его сторон (или медиатрисы его сторон, то есть перпендикуляры к сторонам, проходящие через их середины)
- Первая теорема Птолемея. У четырёхугольника, вписанного в окружность, произведение длин диагоналей равно сумме произведений длин пар противоположных сторон:[16]:

{\displaystyle |AC|\cdot |BD|=|AB|\cdot |CD|+|BC|\cdot |AD|.}
- Вторая теорема Птолемея. Выпуклый четырёхугольник тогда и только тогда является вписанным, когда выполняется равенство.[17] :

{\displaystyle {\frac {|AC|}{|BD|}}={\frac {|AB|\cdot |AD|+|BC|\cdot |CD|}{|AB|\cdot |BC|+|CD|\cdot |AD|}}.}
- Радиус окружности, описанной около четырёхугольника:

{\displaystyle R={\frac {1}{4}}{\sqrt {\frac {(ab+cd)(ad+bc)(ac+bd)}{(p-a)(p-b)(p-c)(p-d)}}}}
- Площадь четырёхугольника, вписанного в окружность, можно вычислить по формуле Брахмагупты:

{\displaystyle S={\sqrt {(p-a)(p-b)(p-c)(p-d)}}}
- Та же Формула Брахмагупты для площади вписанного в окружность четырёхугольника может быть записана через определитель[18]:

{\displaystyle S={\frac {1}{4}}{\sqrt {-{\begin{vmatrix}a&b&c&-d\\b&a&-d&c\\c&-d&a&b\\-d&c&b&a\end{vmatrix}}}}}
- Подробнее о четырёхугольниках, вписанных в окружность, можно прочитать в статье «Вписанный четырёхугольник».

## Для вписано-описанногочетырехугольника

### Аналог теоремы Эйлера для вписано-описанного четырёхугольника
- Для радиусов R и r соответственно описанной и вписанной окружностей данного вписано-описанного четырёхугольника и расстояния d между центрами этих окружностей выполняется соотношение:

{\displaystyle {\frac {1}{(R+d)^{2}}}+{\frac {1}{(R-d)^{2}}}={\frac {1}{r^{2}}}}.
или
{\displaystyle d^{2}=R^{2}+r^{2}-r{\sqrt {4R^{2}+r^{2}}}}.

### Для многоугольника
- Если из отрезков составить многоугольник, то его площадь будет максимальна, когда он вписанный.

- Если точка равноудалена от вершин многоугольника, то она совпадает с центром окружности, описанной около этого многоугольника.

### В сферическом треугольнике
Описанная окружность для сферического треугольника — это окружность, содержащая все его вершины.
- Если A, B, C — углы сферического треугольника, P — их полусумма, то тангенс радиуса[19] описанной окружности будет равен[20]:78,83

{\displaystyle \operatorname {tg} R={\sqrt {\frac {-\cos P}{\cos(P-A)\cos(P-B)\cos(P-C)}}}}
- Описанная окружность принадлежит сфере. Радиус, проведённый из центра сферы через центр описанной окружности пересечёт сферу в точке пересечения серединных перпендикуляров (больших кругов сферы, перпендикулярных сторонам в их середине) к сторонам сферического треугольника[20]:21-22.